# Seznam fotografů
Toto je seznam významných světových fotografů.
Zkratky:
absFotograf abstraktního umění
advReklamní fotograf
aerLetecký fotograf
archFotograf architektury
astroAstrofotograf
artUmělecký fotograf
celebFotograf celebrit
digDigitální fotografie
docDokumentární fotograf
ethnoEtnologický fotograf
fashMódní fotograf
foodFotograf jídla
indsPrůmyslový fotograf
intFotograf interiérů
landKrajinářský fotograf
pictPiktorialista
portPortrétní fotograf
sciVědecko - technický fotograf
sptSportovní fotograf
wedSvatební fotograf
undPodvodní fotograf
warVálečný fotograf

## A
- Rolf Aamot (art)
- Slim Aarons (doc)
- Hans Aarsman
- Abbas
- Berenice Abbott (doc, pict, port)
- Karimeh Abbud
- Sam Abell
- Laurence Aberhart
- William de Wiveleslie Abney
- George W. Ackerman
- Ansel Adams (art, doc, land, pict)
- Bryan Adams (port)
- Eddie Adams (doc, land, war)
- Robert Adams (art)
- Alfred Shea Addis
- Gustavo Aguerre (art)
- Tadasuke Akijama (doc)
- Mushfiqul Alam (adv, art, doc)
- Cris Alexander
- Fratelli Alinari
- Timothy Allen (doc, ethno, port)
- Darogha Ubbas Alli
- Jane Fulton Alt (art)
- Lola Álvarez Bravo
- Manuel Álvarez Bravo (abs, art, doc)
- Stephen Alvarez
- Christian von Alvensleben
- Mohamed Amin
- Taco Anema
- George Edward Anderson
- Tom Ang
- Dieter Appelt (port)
- Nobujoši Araki (art)
- Taku Aramasa (fash, doc)
- Allan Arbus
- Amy Arbus
- Diane Arbusová (art, doc, fash, int, port)
- Doon Arbus
- Malcolm Arbuthnot (pict, port)
- Fred Archer
- Roy Arden
- Taidži Arita
- Eve Arnoldová (art, fash, port)
- Hippolyte Arnoux
- Bill Aron
- Yann Arthus-Bertrand
- Anthony Asael
- Eugène Atget
- Anna Atkins
- Bill Atkinson (dig, land)
- Alan Aubry (arch, art, doc, int, land)
- Richard Avedon (art, fash, port)
- Jerry Avenaim (art, fash, port)

## B
- Alioune Bâ
- Chapman Baehler (doc, adv, fash, port)
- David Bailey (fash, port)
- Reg Balch
- John Baldessari (abs, art)
- Edouard Baldus
- Lewis Baltz (art)
- Subhankar Banerjee
- Micha Bar-Am (doc)
- Thomas Barbèy (fash, art)
- Olivo Barbieri
- Nigel Barker (fash)
- Tina Barneyová (art, port)
- George Barris
- Uta Barth (abs, art)
- Pablo Bartholomew (doc, art, ethno)
- Richard Bartholomew (doc, art, port, land)
- Pinky Bass (abs, art, doc, land, port)
- Alexander Bassano
- Manfred Baumann
- Jean Baudrillard
- Hippolyte Bayard
- Peter Hill Beard
- Richard Beard
- Antonio Beato
- Felice Beato - Průkopník fotožurnalistiky, fotografoval Krymskou válku, Druhou opiovou válku a další konflikty v Asii a Africe.
- Cecil Beaton (art, doc, fash, port)
- Ingeborg de Beausacq
- Jorge Bechara (doc)
- Bernd a Hilla Becherovi (art, doc, int, land)
- Lukas Beck (art, doc, port)
- Francis Bedford
- Manzur Alam Beg (art)
- Lawrence Beitler
- Charles Belden
- Hans Bellmer (art, doc, port)
- E. J. Bellocq (doc, port)
- Fernando Bengoechea (int)
- Harry Benson
- Roloff Beny
- Berry Berenson
- Henning von Berg (art, port)
- Herbert Bowyer Berkeley (land)
- Ruth Bernhard (art, int, port)
- Peter Bialobrzeski
- James Bidgood
- Izis Bidermanas
- Edward Bierstadt (port, land)
- Richard Billingham (art, doc)
- Jack Birns
- Werner Bischof - člen agentury Magnum Photos.
- Auguste-Rosalie Bisson
- Andreas Bitesnich (fash)
- J. R. Black
- Louis Désiré Blanquart-Evrard
- Daniel Blaufuks
- Karl Blossfeldt (art, sci)
- Erwin Blumenfeld
- A. Aubrey Bodine
- Henze Boekhout
- Francisco Boix
- Skip Bolen (jazz, music, celeb, doc, stills)
- Félix Bonfils
- Phil Borges
- Edouard Boubat (art)
- Jack E. Boucher (doc)
- Alexandra Boulat
- Jacques Bourboulon
- Margaret Bourke-White (doc, int, land, port)
- Guy Bourdin (fash)
- Samuel Bourne
- Jane Bownová (portréty, žurnalistika)
- Alex Boyd (land, art)
- Mathew Brady (land, port, war)
- Brian Brake
- Bill Brandt (art, doc)
- Brassaï
- Manuel Álvarez Bravo
- Marilyn Bridges
- Anne Brigman
- Zana Briski (doc)
- Alexey Brodovich
- Giacomo Brogi
- Hamish Brown (port)
- Hana Brožková (adv, art, celeb, dig, doc)
- Dan Budnik (doc, port)
- Jan Bułhak
- Wynn Bullock (art)
- Max Burchartz
- Wilhelm J. Burger
- Jan Burgert (art, land, port)
- Victor Burgin
- Christopher Burkett
- René Burri
- Larry Burrows (war)
- Harry Burton (doc)
- Edward Burtynsky (land)
- Jean-Marc Bustamante (art)
- Giorgio Bikkal

## C
- Geneviève Cadieux
- Pogus Caesar (doc, art)
- Bernard Cahier (spt)
- Claude Cahun
- Harry Callahan (art, doc, int, land, port)
- Sophie Calle
- Julia Margaret Cameronová (art, doc, int, land, port)
- Loren Cameron (art, doc, port)
- Cornell Capa (doc)
- Robert Capa (doc, war)
- Paul Caponigro (art, land)
- Ilario Carposio
- Ricardo Carrasco
- Lewis Carroll (art, port)
- Keith Carter (art, doc, land, port)
- Kevin Carter
- Henri Cartier-Bresson (art, doc, port)
- Kyle Cassidy
- Hugh Cecil
- Chaiya
- Dean Chamberlain
- Martín Chambi
- Jean Chamoux (doc, port, fash, war)
- Polly Chandler (art, port)
- Dickey Chapelle (doc, war)
- Čchien-čchi Čang
- Jean-Philippe Charbonnier (port, doc)
- Sarah Charlesworth (abs, art)
- Désiré Charnay
- Hong Cheong
- Tong Cheong
- Teisuke Čiba (doc)
- William Christenberry
- Hugo Cifuentes
- Elio Ciol
- Larry Clark (art, doc, fash, port)
- Bob Carlos Clarke (art)
- William Clarridge
- Antoine Claudet
- William Claxton (adv, fash, port)
- Charles Clegg
- Alvin Langdon Coburn (pict)
- Ioan Mihai Cochinescu (art, doc)
- Daniel Colegrove (doc, adv, port)
- Neville Coleman (und, land)
- Henry Collen
- Lois Conner
- Hana Connor (art, doc, port, wed)
- Linda Connor
- Florin Constantinescu (art, doc, int, land, port)
- Deborah Copaken
- Anton Corbijn
- Robert Cornelius
- Peter Cornelius (art)
- Joe Cornish
- Paul Couvrette (art, doc, int, land, port)
- Jeff Cowen
- Gregory Crewdson (abs, art, doc, land)
- Ted Croner
- Karel Cudlín (doc)
- Imogen Cunningham (doc, int, land, port)
- Asahel Curtis (doc)
- Edward S. Curtis (doc, land)

## D
- Louis-Jacques-Mandé Daguerre (land, port)
- Louise Dahl-Wolfe (art, doc, port)
- Bruce Davidson (land, port)
- Daniel Davis Jr.
- Lynn Davis
- George Davison
- F. Holland Day (pict)
- Lala Deen Dayal
- John Deakin (port, art)
- Loomis Dean
- Roy DeCarava
- Edgar de Evia (art, adv, doc, fash, food, int)
- Reza Deghati (doc, war)
- Manoocher Deghati (doc,war)
- Terry Deglau (doc, port)
- Luc Delahaye (doc)
- Jack Delano (doc)
- Augusto De Luca (art, port, arch)
- Patrick Demarchelier
- Autumn de Wilde (port)
- Hugh Welch Diamond
- Philip-Lorca diCorcia (art, doc, int, land, port)
- Rineke Dijkstra
- Christophe Dillinger (art, land, port)
- André-Adolphe-Eugène Disdéri
- Mark Divo art
- Zbigniew Dłubak
- Julie Doiron
- Robert Doisneau (doc, land, port)
- Peter Dombrovskis
- Ken Domon (arch, art, doc)
- Don Donaghy
- Terence Donovan (fash, doc)
- Sergio Dorantes
- W. & D. Downey (port)
- Richard Drew
- František Drtikol
- Maxime Du Camp
- David Douglas Duncan
- Ken Duncan
- Jeff Dunas
- Max Dupain
- Jean Louis Marie Eugène Durieu
- Dutton & Michaels (photographic studio)
- Pavel Dufek
- Bišin Džúmondži

## E
- Ekrem Yigit
- Charles C. Ebbets
- Harold Eugene Edgerton (sci)
- Hugh Edwards
- John Paul Edwards (pict)
- Isidore Jacques Eggermont
- William Eggleston (art, doc, land)
- Ei-Q (art)
- Alfred Eisenstaedt (land)
- Arthur Elliott (arch)
- Ed van der Elsken
- Peter Henry Emerson
- T. Enami
- Clay Enos
- Mitch Epstein (doc, port)
- Elliott Erwitt (art, doc, int, port)
- Dulah Marie Evans (ethno, land)
- Walker Evans (doc, port)

## F
- Bruno Fabien (art)
- Ingrid Falk (art)
- Martin Faltejsek
- Adolfo Farsari
- Antoine Fauchery
- Bernard Faucon (art)
- Chris Faust
- James Fee (art, war)
- Andreas Feininger
- Mark Feldstein
- Roger Fenton (war)
- Fernando Fernández Navarrete
- Marc Ferrez
- Franz Fiedler
- George Fiske
- Frode Fjerdingstad (art)
- Hércules Florence
- Ludmila Foblová (arch, art, int, port)
- Adam Foley
- Fernand Fonssagrives (art, fash)
- Franco Fontana (art)
- Joan Fontcuberta (art)
- Anna Fox
- Petr Francán
- Martine Francková
- Auguste François (ethno, doc, land)
- Robert Frank (doc, land, port)
- Thomas E. Franklin (doc)
- Leonard Freed
- Lee Friedlander (abs, art, land, port)
- Francis Frith
- Hakujó Fučikami
- Eva Fuka
- Micutaró Fuku
- Kacudži Fukuda (adv, art)
- Rosó Fukuhara (art)
- Šinzó Fukuhara (art)
- Jill Furmanovsky
- Adam Fuss (abs, art, doc)

## G
- Ron Galella
- Isidoro Gallo
- Harry Gamboa, Jr.
- Alexander Gardner
- William Garnett
- Anne Geddes (art, doc, port)
- Arnold Genthe
- Helmut Gernsheim
- Luigi Ghirri
- Mario Giacomelli
- Paula Rae Gibson (art)
- Ralph Gibson
- Bruce Gilden
- Joseph-Philibert Girault de Prangey
- André Giroux
- Wilhelm von Gloeden (art, fash, port)
- Barbara Gluck (art,war)
- Fay Godwin (art, land, port)
- Frank Gohlke
- Anthony Goicolea
- Jim Goldberg
- David Goldblatt
- Nan Goldin (art, int, port)
- Andy Goldsworthy (abs, art, land)
- Kaveh Golestan (doc)
- Greg Gorman (art, port)
- John Gossage
- William P. Gottlieb
- Hal Gould (art)
- Emmet Gowin (art, doc)
- Masao Gózu
- Karen Graffeo (art, port, doc)
- Paul Graham
- Herb Greene (port)
- Jill Greenberg
- Lauren Greenfield
- Lois Greenfield
- Philip Jones Griffiths (doc, war)
- Stan Grossfeld
- Bob Gruen (port)
- Emile Gsell
- Ara Güler
- Andreas Gursky (art)
- John Gutmann

## H
- Ernst Haas (Doc, port)
- Tzeli Hadjidimitriou (art, land, arch)
- Mark Robert Halper (adv, arch, art, inds, port)
- Philippe Halsman (art, fash, port)
- Dirck Halstead
- David Hamilton (abs, art)
- Adelaide Hanscom (pict)
- Charles Harbutt
- Fraser Harding
- Bert Hardy (doc, war)
- John Harrington
- Alfred A. Hart
- Sam Haskins (adv, art, doc, fash, inds, food, land, port)
- Victor Hasselblad (Land)
- Radek Havlíček (adv, arch, doc, int, port, wed)
- Jiří Havel (land)
- Masumi Hajaši
- Tadahiko Hajaši (doc, port)
- Takanobu Hajaši (art)
- John Heartfield
- Darren Heath (spt)
- William Heick (art, doc, ethno, inds)
- Gottfried Helnwein (art)
- Bill Henson (art)
- J Malan Heslop (war)
- David Octavius Hill
- John K. Hillers
- David Hilliard
- Lewis Hine (art, doc, port)
- Terušiči Hirai
- Hiro (fash)
- John Hoagland (war)
- Hannah Höch (abs, art, port)
- David Hockney (abs, art, doc, int, land, port)
- Heinrich Hoffmann
- Frederick Hollyer (port, art, int)
- Joseph Holmes
- Ismo Hölttö
- Kuwadžiró Horie
- Masao Horino
- Horst P. Horst (doc, fash, port)
- Eric Hosking
- Charles Howard (doc)
- George Hoyningen-Huene
- Henri Huet
- Fred Hultstrand
- Art Hupy (arch, port)
- Frank Hurley
- David Hurn
- George Hurrell (art, fash)

## I
- Tecuja Ičimura
- William H. Illingworth
- Jesús Inostroza (doc, art)
- Jerry Interval
- Walter Iooss
- Taikiči Irie (art, doc)
- Edith Irvine
- Lee Isaacs (abs, adv, art, doc, port)
- Johann Baptist Isenring
- Jasuhiro Išimoto (doc, art)
- Jules Itier
- Micuaki Iwagó

## J
- Bill Jackson
- William Henry Jackson
- Lotte Jacobi (port)
- Bahman Jalali (doc, art)
- Russell James
- Olof Jarlbro
- Petr Jedinák
- Jan Töve Johansson
- John S. Johnston
- Anthony Jones
- Charles Jones (food)
- Pirkle Jones

## K
- Gertrude Käsebier
- Clemens Kalischer (doc, art)
- Jesse Kalisher
- Kameja Tokudžiró
- Consuelo Kanaga
- Yousuf Karsh (port)
- Nasrollah Kasraian (doc, land)
- Rinko Kawauči
- Barry Kay (doc, art)
- Seiki Kajamori (doc, ethno)
- Kensuke Kazama
- Mary Morgan Keipp
- Seydou Keïta
- Michael Kenna (art, int, land)
- Mitch Kern (art, port)
- Charles Kerry
- André Kertész(doc, land, int, port)
- Robert Glenn Ketchum
- Carl de Keyzer
- Yevgeny Khaldei
- Takaši Kidžima
- Hiroh Kikai (doc, port)
- Šunkiči Kikuči (doc, sci)
- Chris Killip
- Miru Kim (doc, art, land)
- Ihei Kimura (doc, port)
- Darius Kinsey
- William Klein
- Stuart Klipper (art, land)
- Mattias Klum
- Nick Knight
- Kijoši Koiši
- Tomio Kondó (doc, port)
- Ad Konings (sci)
- Rudolf Koppitz
- Alberto Korda
- Luis Korda
- Josef Koudelka
- Ed Krebs (port)
- Barbara Kruger (abs, art, doc)
- Motoiči Kumagai (doc)
- Jasuo Kunijoši
- Justine Kurland (art)
- Seidži Kurata (doc)
- Kusakabe Kimbei
- Kineo Kuwabara (doc)
- Šisei Kuwabara (doc)

## L
- David LaChapelle (art, fash)
- Vincent Laforet (doc)
- Karl Lagerfeld (fash)
- Eugene F. Lally
- Penny Lancaster
- Ernst Heinrich Landrock
- Inez van Lamsweerde
- Dorothea Langeová (doc, port)
- Frans Lanting
- Clarence John Laughlin (art, int, land, port)
- Alma Lavensonová
- Jacques Henri Lartigue (doc)
- Russell Lee (doc)
- Louis Legrand
- Gustave Le Gray
- Rudolf Franz Lehnert
- Peter Leibing
- Annie Leibovitzová (art, doc, fash, port)
- Neil Leifer
- Jacques Leiser
- Herman Leonard
- Helmar Lerski
- Henri Le Secq (arch)
- Esther Levine (art)
- Sherrie Levine (art, doc)
- Helen Levittová (doc, port)
- Patrick Lichfield (port)
- Jerome Liebling (art)
- Peter Lindbergh (fash)
- Lawrence Denny Lindsley (land, doc)
- O. Winston Link (abs, adv, art, doc, land, inds)
- El Lisickij
- Herbert List
- Jacqueline Livingston
- Harold Lloyd (port)
- R. Ian Lloyd
- Eugeniusz Lokajski
- Alejandro López de Haro (art)
- Jet Lowe (arch, doc, port)
- Auguste and Louis Lumière
- Serge Lutens (art, fash)
- Loretta Lux (art)
- George Platt Lynes (adv, art, doc, fash, port)
- Danny Lyon (doc, port)
- Darryn Lyons

## M
- Iain MacMillan
- Chema Madoz (art)
- Genzó Maeda
- Šinzó Maeda
- Jay Maisel (adv)
- Marianne Majerus
- Vassilis Makris
- Christopher Makos
- Steve Mandel (astro)
- Sally Mann (art, doc, pict, port)
- Jonathan Mannion (music, adv, celeb)
- Robert Mapplethorpe (art, fash, port)
- Fosco Maraini (ethno)
- Mary Ellen Mark (doc, port)
- Oscar G. Mason (sci)
- Willy Matheisl
- Spider Martin (doc, port)
- Enrico Martino (ethno, land, war)
- Margrethe Mather
- Susumu Macušima (fash, port)
- Gordon Matta-Clark (art)
- Kate Matthews
- Alfred Maudslay
- Morton D. May
- John Jabez Edwin Mayall
- Roger Mayne (doc)
- Raphael Mazzucco (fashion)
- Angus McBean
- Will McBride (doc, port)
- Mary McCartney (port)
- Linda McCartney (art, doc, fash)
- Don McCullin
- Steve McCurry
- Glynnis McDaris
- Dave McKean
- Joseph McKeown (adv, doc, inds, war)
- Joe McNally (doc, port)
- Laura McPhee
- Steven Meisel (art, fash)
- Susan Meiselas
- Pascal Meunier (doc)
- Adolf de Meyer
- Joel Meyerowitz
- Lee Miller
- Mark Miremont
- Mohammadreza Mirzaei (art)
- Richard Misrach (abs, art, doc)
- Daniel S. Mitchell (doc)
- Tójó Mijatake
- Júhi Miazaki
- Lisette Model
- Tina Modotti (art, doc, port)
- László Moholy-Nagy (art)
- Jean-Baptiste Mondino (fash)
- Charles Moore (doc, port)
- Raymond Moore (art)
- Julie Moos (art, doc, land, port)
- Inge Morath
- Abelardo Morell
- Aizó Morikawa (port)
- Daidó Morijama
- Christopher Morris
- Wright Morris
- Julius Mück
- David Muench
- Ugo Mulas (art, doc, port)
- Vik Muniz (abs, art)
- Martin Munkácsi (spt, doc, fash)
- Isabel Muñoz
- Nickolas Muray
- Eadweard Muybridge (art, doc, land)
- Carl Mydans

## N
- James Nachtwey (doc, war)
- Nadar
- Šigeiči Nagano (doc)
- Jasuši Nagao (doc)
- Billy Name (art, doc, port)
- Hans Namuth (portréty umělců)
- Ikkó Narahara (art)
- Graham Nash (art)
- Jónosuke Natori (doc)
- Negretti and Zambra (fotostudio)
- Nelly's (Elli Souyioultzoglou-Seraïdari)
- Helmut Newton (art, fash, port)
- Arnold Newman (port)
- Dianora Niccolini (art)
- Nicéphore Niépce
- Michal Němejc
- Petr Nikl
- Lennart Nilsson
- Nicholas Nixon (doc, port)
- William Notman
- Kazimierz Nowak (doc, ethno)
- Lee Nye

## O
- Michael O'Brien
- Ogawa Kazumasa
- Takaši Okamura
- Erwin Olaf (fash, port)
- Arthur Omar
- Micugu Óniši
- Kóširó Onči (art)
- Čizu Ono
- Catherine Opie
- Charles O'Rear
- Ruth Orkin
- Timothy O'Sullivan
- Stephens Orr
- Rubén Ortiz Torres (art)
- Graham Ovenden
- Paul Outerbridge

## P
- Johannes Pääsuke (doc, ethno)
- Charles Page (doc)
- Tim Page (war)
- Giuseppe Palmas
- Basil Pao
- John Papillon
- Richard Pare
- Norman Parkinson
- Gordon Parks (doc)
- Martin Parr (art, doc)
- Steve Parish
- Robert ParkeHarrison (art)
- Freeman Patterson
- Dino Pedriali
- Irving Penn (art, fash)
- Gilles Peress (doc)
- Lucian Perkins (doc, war)
- Anders Petersen
- John Pfahl
- Secondo Pia
- Jack Pierson (art)
- Gueorgui Pinkhassov (doc)
- Peter Pitseolak
- Sylvia Plachy
- Karol Plicka (doc)
- Frank Plicka (doc)
- David Plowden (doc)
- Guglielmo Plüschow
- Robert Polidori (arch)
- Jiří Pokorný
- Eliot Porter
- Mark Power
- Dith Pran
- Victor Prevost
- Richard Prince
- Josef Prošek
- Priya Ramrakha
- Sergei Mikhailovich Prokudin-Gorskii
- Włodzimierz Puchalski
- Willy Puchner (art, doc)
- Gerald P. Pulley

## Q
- Altaf Qadri

## R
- Raghu Rai
- Ragnar Axelsson (doc)
- Rankin (fash)
- Herbert Randall
- Paul Raphaelson (art)
- Man Ray (art, port)
- Tony Ray-Jones (art, doc)
- Jahangir Razmi (doc)
- David Redfern (music)
- Henri-Victor Regnault
- H. Reid
- Oscar Gustave Rejlander (art, port)
- Albert Renger-Patzsch
- Carlos Reyes-Manzo (doc)
- Bettina Rheims
- Marc Riboud (art, doc, int, land)
- Michael Richard
- Eugene Richards (doc)
- Jim Richardson (doc, land)
- Terry Richardson (fash, art)
- Leni Riefenstahl (doc, int, land, port)
- Frank Rinehart (doc)
- Jacob Riis
- Herb Ritts (art, fash, port)
- James Roark
- Grace Robertson
- James Robertson
- Henry Peach Robinson (pict)
- Thomas C. Roche (doc, war)
- Alexandr Rodčenko
- George Rodger
- José Luis Rodríguez Pittí (art, doc)
- Milton Rogovin (doc)
- Matthew Rolston
- Willy Ronis
- Ben Rose (fash, food, port)
- Joe Rosenthal
- Martha Roslerová
- Horatio Ross
- Mary Rosse
- Pierre Rossier
- Arthur Rothstein
- Dominic Rouse (art)
- Galen Rowell
- Michael Ruetz (art, doc)
- Didier Ruef
- Thomas Ruff (art)
- Andrew J. Russell
- Jiří Růžek (art, port)

## S
- Svatos Ivan (art)
- Sebastião Salgado (art, doc)
- Erich Salomon
- Lucas Samaras
- Arnold E. Samuelson (war)
- August Sander
- Akira Sató ( art, fash)
- Kódži Sató
- Tokihiro Sató (佐藤 時啓 art)
- Jan Saudek (art, port)
- William Saunders
- Charles Roscoe Savage
- Francesco Scavullo (art, fash)
- Jürgen Schadeberg
- Rocky Schenck (art)
- Bill Schwab (art)
- John Schwartz
- Arthur E. Scott
- Ignác Šechtl
- Josef Jindřich Šechtl
- Stéphane Sednaoui (adv, art, fash)
- Allan Sekula
- Mark Seliger (port)
- Vittorio Sella (land)
- Andres Serrano (art, doc, port)
- Masato Seto (doc)
- John Sexton
- David Seymour
- Charles Sheeler
- Bob Shell
- Charles Shepherd
- Cindy Shermanová (art, doc, port)
- Stewart Shining (fashion)
- Kišin Šinojama
- Mieko Šiomi
- Stephen Shore
- John Shuptrine
- Malick Sidibé
- Katharina Sieverdingová
- Jeanloup Sieff
- Wolfgang Sievers (arch, ind)
- Steven Siewert (art, doc)
- Floria Sigismondi (art)
- Roman Signer
- Marilyn Silverstone
- Lorna Simpson (art)
- Thakur Dalip Singh
- Aaron Siskind
- Sandy Skoglund (art, doc)
- Moneta Sleet Jr.
- Victor Sloan (art)
- Rick Smolan
- Edwin Smith
- Graham Smith
- Mickey Smith (artist)
- Pennie Smith
- W. Eugene Smith (doc)
- Antony Armstrong-Jones, 1st Earl of Snowdon (port)
- Melvin Sokolsky (art, fash, adv)
- Frederick Sommer
- Giorgio Sommer
- Alec Soth (art, doc, land, port)
- Albert Spaggiari
- Jack Spencer (art, doc, int, land)
- Humphrey Spender (doc)
- Christine Spengler (war)
- Melissa Springer (art, doc, port)
- Vytautas Stanionis
- Andrew Stark (art, doc)
- Edward Steichen (art, land, pict, port)
- Ralph Steiner
- Joel Sternfeld (doc)
- Louis Stettner
- David Stewart (art, adv)
- Charles Settrington (land)
- Alfred Stieglitz (art, port)
- Baron Raimund von Stillfried
- Stillfried & Andersen (photographic studio)
- Nellie Stockbridge(doc)
- Ezra Stoller
- Kęstutis Stoškus
- Paul Strand (art)
- Zoe Strauss (art)
- Pavol Stražovec (art, adv, port)
- Thomas Struth (art, doc)
- Roy Stuart
- Jock Sturges (art, port)
- Anthony Suau (doc, war)
- Issei Suda (art)
- Josef Sudek (art, pict)
- Hiroši Sugimoto (art, doc, port)
- Francis Meadow Sutcliffe
- Antanas Sutkus
- John Szarkowski (doc)
- Nik Szymanek (astro)

## Š
- Petr Šálek (art, land)
- Václav Šálek (fotoreportér)
- Radek Šich (concert, macro)
- Michal Šneberg (art, port )

## T
- I. W. Taber
- Kaiecu Takagi
- Jutaka Takanaši
- Masataka Takajama (abs, art)
- William Fox Talbot
- Kózaburó Tamamura
- Akihide Tamura (aka Šigeru Tamura)
- Sakae Tamura (art, port)
- Sakae Tamura (sci)
- Šigeru Tamura (not Akihide Tamura)
- Kótaró Tanaka
- Taro (Gerta Pohorylle) (doc)
- Henry Taunt (land)
- Maggie Taylor (art)
- Sam Taylor-Wood (art, doc, port)
- Joyce Tenneson
- Anya Teixeira
- Juergen Teller (fash)
- Teo Bee Yen
- Mario Testino
- Peter Thomann (doc)
- Warren T. Thompson
- John Thomson
- Nicolas Tikhomiroff
- Wolfgang Tillmans (abs, art, land)
- Herbert Tobias
- Šómei Tómacu (art, doc)
- Rihei Tomišige
- Akira Torijama (land, pict)
- Oliviero Toscani
- Larry Towell
- Václav Toušek (art, land)
- Barbara Traub
- Bill Travis (art, port)
- Eric Treacy
- Arthur Tress (art, fash, port)
- Linnaeus Tripe
- John Trobaugh (art, doc, port)
- Olegas Truchanas
- Thomas Tulis (art, doc, inds, land, port)
- Spencer Tunick (art, doc, fash, port)
- David C. Turnley (doc)
- Peter Turnley (doc)
- František Tvrz (sci, doc)
- Karel Tupý (spt, wed)

## U
- Kuiči Učida
- Šódži Ueda
- Jerry Uelsmann (art, land, port)
- Hikoma Ueno
- Gjokusen Ukai
- Brian Ulrich (art, doc)
- Doris Ulmann
- Ellen von Unwerth
- Kaoru Usui (doc)
- Huynh Cong Ut (Nick Ut)

## V
- John Vachon (arch, doc, port)
- Max Vadukul
- James Valentine
- James Van Der Zee
- Carl Van Vechten
- Kathy Vargas
- John Veltri
- Kiino Villand
- Roman Vishniac
- Massimo Vitali

## W
- Bob Walker
- Jeff Wall
- Ian Wallace (land)
- Chris von Wangenheim (fash)
- Nick Waplington
- Andy Warhol (art, doc, fash, port)
- Waswo X. Waswo (art, port)
- Hiroši Watanabe (port)
- Carleton Watkins
- Albert Watson
- Bruce Weber (art, doc, fash)
- Weegee (abs, art, doc)
- Carrie Mae Weems
- William Wegman
- Eudora Welty
- Henry Wessel, Jr.
- Brett Weston (art, port)
- Cole Weston (art, port)
- Edward Weston (art, pict, port)
- Kim Weston
- John H. White (doc)
- Minor White (art, land)
- Jeff Widener
- Hannah Wilke (art, port)
- Christopher Williams
- Michael Williamson
- Charles Paul Wilp (adv)
- Laura Wilson
- George Washington Wilson
- Kathryn Tucker Windham (doc)
- Garry Winogrand (art, land)
- Stanisław Ignacy Witkiewicz
- Joel-Peter Witkin (art, doc, port)
- Michael Wolf
- Art Wolfe
- Brian Wood (art)
- Walter B. Woodbury
- Francesca Woodman (art)
- Donovan Wylie

## Y
- Alfred Yaghobzadeh
- Hiroši Jamazaki
- Nakadži Jasui
- Bunny Yeager
- Yevonde
- Macusaburó Jokojama
- Kóhei Jošijuki (doc)
- Paul Yule

## Z
- Jerome Zerbe (art, doc, fash, war)
- David Drew Zingg
- Fred Zinn (aer)
- Stanislovas Žvirgždas
- Lumír Žemla